# Alain Boyer
Alain Boyer (1954) è un filosofo francese.
Allievo dell'École Normale Supérieure (ENS) di Parigi, dopo aver ottenuto nel 1977, la licenza d'insegnamento universitario (agrégation) in filosofia, è nominato docente successivamente all'Università Blaise Pascal di Clermont-Ferrand, l'Università di Caen e alla Sorbona (Paris IV).
Dal 1982 al 1999, è membro del Centre de Recherche en Epistémologie Appliquée dell'École polytechnique, (CREA). Discepolo e traduttore di Karl Popper, il professore Boyer è in Francia lo specialista universitario di quest'autore, che ha incontrato varie volte.
Insegna quale professore di filosofia morale e politica all'università della Sorbona dal 1998.

## Ricerche
I lavori di ricerca di Alain Boyer, si iscrivono nel campo della filosofia generale delle scienze e della filosofia politica.
In filosofia delle scienze:
- Pierre Duhem, Émile Meyerson, il Circolo di Vienna, Karl Popper, Thomas Kuhn, Imre Lakatos;
- il problema dell'induzione, della conferma, la questione del realismo, le qualità primarie e le qualità secondarie, il determinismo, l'emergentismo;
- Il ruolo dei principi metafisici nelle scienze, l'euristica.

In filosofia politica classica e contemporanea, in particolare anglosassone:
- Friedrich Hayek, John Rawls, Robert Nozick, Isahia Berlin, Pettit
- La questione della democrazia deliberativa (di Aristotele a Habermas)
- Liberalismo e Repubblicanismo
- Le teorie della giustizia
- Il contrattualismo, la guerra, la nazione, la proprietà, riforma e rivoluzione.

## Pubblicazioni

### Lavori
- 1992:  L'Explication en Histoire , PUF.
- 1994:  Introduction à la lecture de Karl Popper, Presses de l'ENS. ISBN 2-7288-0200-9
- 2001:  Hors du Temps. Un essai sur Kant , Vrin. ISBN 2-7116-1477-8
- 2004:  Kant et Epicure, PUF. ISBN 2-13-054091-0

### Articoli
Ecco un elenco non esauriente dei diversi articoli redatti dal filosofo:
- 1995: « Justice et égalité », in Notions de Philosophie, III, (dir. D. Kambouchner), Folio-Gallimard.
- 1999:  « La Philosophie des sciences », in Précis de Philosophie analytique, (dir. Pascal Engel), PUF.
- 2000: « Le tout et ses individus », Revue philosophique, janvier 2000.
- 2000: « L'actualité des Anciens républicains », Cahiers philosophiques de l'Université de Caen (nº 34)

## Fonti
- Pagina di Alain Boyer su Rationalités contemporaines, su rationalites-contemporaines.paris4.sorbonne.fr. URL consultato il 31 dicembre 2006 (archiviato dall'url originale il 27 novembre 2006).